# Franco Volpi (acteur)
Pour les articles homonymes, voir Volpi et Franco Volpi.
Franco Volpi (né le 11 juillet 1921 à Milan - mort le 1er janvier 1997 à Rome) est un acteur italien.

## Biographie
Franco Volpi se forme à l' Académie des Filodrammatici et fait ses débuts sur scène en 1938, à l'âge de 17 ans, dans la compagnie dirigée par Renzo Ricci et Laura Adani.

## Filmographie

### Cinéma
- 1951 : Il mago per forza de Marino Girolami, Marcello Marchesi et Vittorio Metz
- 1960 : Vent du sud (Vento del sud) d'Enzo Provenzale
- 1961 : Romulus et Rémus (Romolo e Remo) de Sergio Corbucci : Amulio
- 1961 : Macaronis dans le désert (Pastasciutta nel deserto) de Carlo Ludovico Bragaglia : le comédien
- 1962 : Cléopâtre, une reine pour César (Una Regina per Cesare) de Piero Pierotti
- 1962 : L'Amnésique de Collegno (Lo smemorato di Collegno) de Sergio Corbucci
- 1962 : Rocambole de Bernard Borderie
- 1970 : L'Homme orchestre de Serge Korber
- 1971 : Sur un arbre perché de Serge Korber
- 1991 : Johnny Stecchino de Roberto Benigni

### Télévision

#### Séries télévisées
- 1962 : I Giacobini (mini-série) d'Edmo Fenoglio (it) : Jacques Pierre Brissot
- 1964-1966 : Le inchieste del commissario Maigret : Il giudice Comeliau
- 1972 : A come Andromeda de Vittorio Cottafavi (mini-série télévisée)